# وان گلیزر
وان گلیزر (انگلیسی: Vaughan Glaser؛ ‏ ۱۷ نوامبر ۱۸۷۲ – ۲۳ نوامبر ۱۹۵۸) بازیگر اهل ایالات متحده آمریکا بود. او کار بازیگری‌اش را ویش از جنگ جهانی اول آغاز کرد.
از فیلم‌هایی که وی در آن‌ها نقش داشته‌است، می‌توان به آرسنیک و تور کهنه، روزی روزگاری، سایه یک شک، غرور یانکی‌ها، جاسوس محبوب من و خرابکار اشاره نمود.